# Indebetou
Indebetou [uttalas Indebéto, även skrivet In de Betou] är en svensk släkt som härstammar från Nederländerna, där den under 1500-talet fanns i Dordrecht, Nijmegen och Venlo. 
Den svenska grenen härstammar från Govert In de Betou (1612–1653), som var född i Dordrecht och invandrade till Sverige 1639. Mellan 1640 och 1650 var han borgare i Norrköping, där han grundade Sveriges första stärkelsefabrik 1643. Han flyttade senare fabriken till Djurgården i Stockholm och till sist 1651 till Skogsö vid nuvarande Saltsjöbaden. 
Flera av släktens medlemmar har ägnat sig åt handel och bruksrörelse. Släktmedlemmar ägde Forsa bruk i Östra Vingåkers socken vid Katrineholm  från 1777 fram till början av 1900-talet och har även ägt Beckershov och Skalltorp. Medlemmar av släkten äger idag gårdarna Mörkhulta (Södermanland), Lilla Solberga, Årby Gård och Munkebo (Västergötland).

## Personer med efternamnet Indebetou eller In de Betou
- Johan Indebetou (1703–1789), politieborgmästare
- Carl Gustaf Indebetou (1801–1893), brukspatron
- Govert Adolph Indebetou (1807–1891), sjömilitär och målare
- Govert Indebetou (1810–1854), sjukgymnast
- Mathilda Indebetou (1818–1903), konsertsångerska
- Hedvig Indebetou (1844–1933), författare, dramatiker och översättare av barn- och ungdomslitteratur
- Harald Indebetou (1846–1902), skriftställare
- Erik Indebetou (1870–1951), direktör och politiker, högerpartist
- Govert Indebetou (1875–1955), personhistoriker
- Lars In de Betou (född 1962), musiker, kompositör och sångtextförfattare
- Magdalena In de Betou (född 1964), född Johannesson, skådespelare, komiker och manusförfattare